# 薩利斯克
46°28′21″N 41°32′34″E / 46.4725°N 41.5428°E
薩利斯克，是俄羅斯羅斯托夫州的一個城市，位於該國東南部。2021年時人口為57,937人。
薩利斯克於1899年建城，1926年設市。